# Курорт
Курорт (от термина на немски: Kurort – място за лекуване, оздравяване) е селище, разполагащо с природни условия и инфраструктура за оздравителни процедури и почивка.
Томас Гуидо първи създава практика за лечение с минерални вода в английския град Бат през 1668 г. Той се интересувал от лечебните свойства на горещите минерални води там и през 1676 г. написва A discourse of Bathe, and the hot waters there. Also, Some Enquiries into the Nature of the water. Това разкрива за първи път в Европа здравословните свойства на водата и така той успял да привлече вниманието на аристокрацията тогава, които се възползвали от неговата лечебна практика и започнали да се лекуват от различни болести.
Терминът спа се използва за градове и курорти, които предлагат хидротерапия, която включва лечение със студена вода или топла минерална вода и геотермални бани.

## Аржентина
- Терас де Рио Хондо
- Президенция Роке Саен Пеня

## Австралия
Повечето от минералните извори в Австралия се намират в централните планини на Виктория, въпреки че има няколко извора в Южна Австралия, Море, Нов Южен Уелс и Куинсланд. Повечето от тях са на 30 километра от град Дейлсфорд, щат Виктория: Дейлсфорд и Хепбърн Спрингс наричат себе си „Спа центъра на Австралия“.

## Белгия
- Шофонтен (букв.фр. „горещ фонтан“)
- Остенде
- Спа

## Босна и Херцеговина
- Баня Вручица, Теслич
- Сараево
- Меджугорие
- Мостар
- Дворови

## Бразилия
Бразилия има все по-голям брой спа центрове. Традиционните са: Агуас де Линдоя, Сера Негра, Агуас ди Сао Педро, Какшамбу, Почос де Калдас, Калдас Новас, Араша и Сао Луренцо.

## България
Основна статия: Списък на балнеологични курорти в България
България е известна със своите повече от 500 минерални извора, включително най-горещия извор на Балканите в Сапарева баня – 103 °C. Други известни спа центрове са Велинград, Сандански, Хисаря, Банкя, Девин, Кюстендил, Вършец.

## Канада
Харисън Хот Спрингс е един от най-старите балнео курорти сред 18-те в Британска Колумбия, заедно с 2-ра в Алберта-Банф Ъпър Хот Спрингс,
Миет Хот Спрингс и Карлсбад спрингс, намиращ се в Онтарио.

## Хърватия
На хърватски думата „топличе“ означава спа град. Най-известните спа курорти в Хърватия са Дарувар, Шибеник и Сисак.

## Чехия
На чешки език думата за спа е „лазне“. Най-известните спа центрове в Чехия са Карлови Вари, Теплице, Францисшкови Лазне и Марианске Лазне.

## Франция
Във Франция думите „bains“, „thermes“ и „eaux“ като част от името на който и да е град посочват, че дадения град е балнеоложки. Във Франция има повече от 50 основни балнео центъра вкл. Виши, Екс ле Бен, Баньол де Лорн, Дакс в Ланд и Енгиен-ле-Бен.

## Германия
В Германия думата „бад“. Сред многобройните известни спа центрове в Германия са Бад Аахен, Баден-Баден, Бад Брюкенау, Бад Емс, Бад Хомбург, Бад Хонеф, Бад Кисинген, Бад Кройцнах, Бад Мергентхайм, Бад Мускау, Бад Пирмонт, Бад Райхенхал, Бад Зааров, Бад Шандау, Бад Зегеберг, Бад Зоден, Бад Тьолц, Бад Вилдбад, Бад Вилдщайн, Берхтесгаден, Бинц, Фройденщадт, Хайлигендам, Херингсдорф, Кампен в Зюлт, Кьонигщайн, Радебьол, Швангау, Занк Блазиен, Титизе-Нойщадт, Тегернзе, Травемюнде и Зингст. Висбаден е най-големият балнеоложки град в Германия.

## Гърция
Най-известните спа центрове в Гърция са Едипсос и Лутраки.

## Унгария
В Унгария думата „fürdő“ или по-архаичната füred, значи „баня“, fürdőváros – „спа град“, а fürdőhely значи „място за къпане“ предполага наличието наоколо на спа град. Унгария е богата на термални води с ползи за здравето, а много спа центрове са популярни туристически дестинации. Будапеща има няколко минерални извора, включително минерални бани в турски стил от 16 век. Егер разполага и с турски спа център. Други известни минерални извори са тези в Хевиз, Харкани, Бюк, Хайдусоболсло, Дюла, село Богач, Bükkszék, Залакарош. В Унгария имат и пещерна баня в Мишкоктополча и Zsóry-fürdő в Мезьокьовешд.

## Италия
В Италия спа са центровете, наречени „città termale“ (от латинското thermae) са многобройни в цялата страна поради интензивната геоложка дейност на територията ѝ. Тези места са известни и използвани от Римската епоха.

## Люксембург
- Мандорф ле Бен

## Холандия
- Bad Nieuweschans
- Фалкенбург

## Нова Зеландия
- Роторуа
- Хамер Спрингс
- Нгауа Спрингс

## Полша
Повечето спа центрове в Полша се намират в Малополша и Долносилезко войводство.

## Португалия
Поради високото си качество основните балнео центрове в Португалия са:
- Калдаш да Раиня
- Калдаш дас Тайпас
- Калдаш де Мончике
- Калдаш де Визела
- Борнеш де Агияр
- Видаго
- Шавеш
- Сао Педро до Сул
- Калдас да Флегейра се намира в квартал Визеу и на 5 километра от град Нелас.

## Румъния
Думата за спа на румънски е беиле. Най-известните спа курорти в Румъния са Беиле Херкулане, Беиле Феликс, Мангалия, Ковасна, Калименещи и Борсек.

## Сърбия
Сърбия е известна с многобройните си спа центрове. Някои от най-известните извори са Върнячка баня, Буковска баня, Баня Вруици, Сокол баня и Нишка баня. Най-горещия извор в Сърбия е във Върнячка баня 96 °C В Сърбия думата за спа е баня.

## Словакия
Словакия е известна със своите спа центрове, а най-известният от тях е Пиещяни заедно с:
- Бардейовске купеле
- Дудинце
- Липтовски ян
- Лучки Ружомберок
- Райецке теплице
- Спа Слаяк
- Смрадки
- Тренчанске Теплице
- Турчанске Теплице
- Термален парк Върбов

## Словения
Спа градове в Словения включват Рогашка Слатина, Раденци, Чатеж об Сави, Доберна и Моравске Топлице. Те предлагат настаняване в хотели, апартаменти, бунгала и лагери. Словенските думи за спа са терме и топлице.